# Maurane

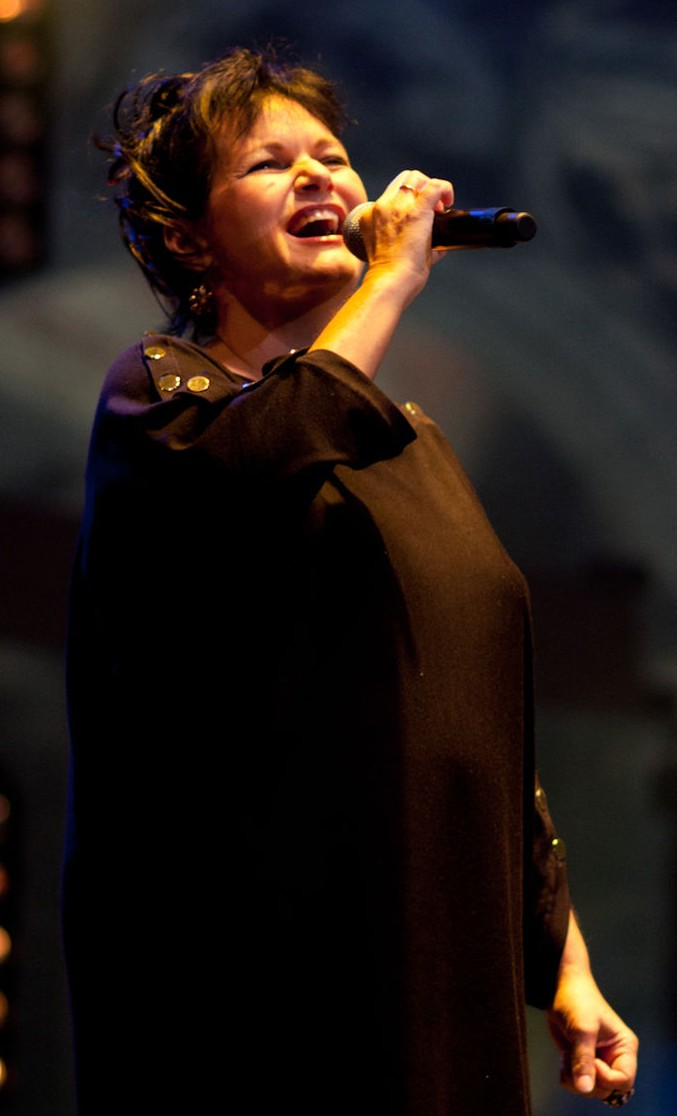
Maurane (2011)

Maurane (eigentlich Claudine Luypaerts; * 12. November 1960 in Ixelles/Elsene; † 7. Mai 2018 in Schaerbeek) war eine belgische Chansonsängerin. 

## Leben
Claudine Luypaerts wurde als Tochter des Komponisten und Direktors des Konservatoriums von Verviers, Guy-Philippe Luypaerts (1931–1999), geboren. Bereits als Jugendliche nahm sie an verschiedenen Gesangswettbewerben teil. 1979 trat sie an der Seite von Philippe Lafontaine in dem Musical Brel en mille temps auf, wo sie schließlich von dem französischen Komponisten Pierre Barouh entdeckt wurde.
Die ersten gemeinsamen Veröffentlichungen kamen 1980 auf den Markt, blieben aber wenig erfolgreich, und Luypaerts musste sich mit Auftritten als Straßenmusikerin oder als Backgroundsängerin bei Jo Lemaire oder Philippe Lafontaine über Wasser halten. Erst 1986 gelang ihr mit dem Album Danser der persönliche Durchbruch.
Ab 2016 machte sie eine zweijährige Pause wegen Problemen mit ihren Stimmbändern. Am 7. Mai 2018 wurde sie tot aufgefunden. Eine Obduktion wurde durchgeführt. Die Staatsanwaltschaft geht von einem natürlichen Tod aus.

## Auszeichnungen
- 1986: Prix Rapsat-Lelièvre
- 2003: Ritter des belgischen Kronenordens

## Diskografie

### Studioalben
- 1986: Danser
- 1987: Nonchalance – Histoire d’un marin (mit Viktor Lazlo, Muriel Dacq und Lena Conda)
- 1989: Maurane
- 1991: Ami ou ennemi (FR: Platin)
- 1991: Toutes Les Mamas (FR: Gold)

| Jahr | Titel                             | Höchstplatzierung, Gesamtwochen, AuszeichnungChartplatzierungen (Jahr, Titel, Platzierungen, Wochen, Auszeichnungen, Anmerkungen) | Höchstplatzierung, Gesamtwochen, AuszeichnungChartplatzierungen (Jahr, Titel, Platzierungen, Wochen, Auszeichnungen, Anmerkungen) | Höchstplatzierung, Gesamtwochen, AuszeichnungChartplatzierungen (Jahr, Titel, Platzierungen, Wochen, Auszeichnungen, Anmerkungen) | Anmerkungen                             |
| Jahr | Titel                             | FR | BEW | CH | Anmerkungen                             |
| ---- | --------------------------------- | --- | --- | --- | --------------------------------------- |
| 1995 | Différente                        | FR— GoldFR | BEW16 (11 Wo.)BEW | — | Erstveröffentlichung: 1. Dezember 1995  |
| 2000 | Toi du monde                      | FR23 (6 Wo.)FR | BEW8 (12 Wo.)BEW | CH61 (4 Wo.)CH | Erstveröffentlichung: 21. August 2000   |
| 2003 | Quand l’humain danse              | FR15 ×2Doppelgold · (76 Wo.)FR | BEW1 (35 Wo.)BEW | CH34 (7 Wo.)CH | Erstveröffentlichung: 25. April 2003    |
| 2007 | Si aujourd’hui                    | FR8 Gold · (44 Wo.)FR | BEW1 Platin · (35 Wo.)BEW | CH30 (7 Wo.)CH | Erstveröffentlichung: 8. Januar 2007    |
| 2009 | Nougaro ou l’espérance en l’homme | FR4 Platin · (58 Wo.)FR | BEW2 Gold · (36 Wo.)BEW | CH76 (2 Wo.)CH | Erstveröffentlichung: 24. August 2009   |
| 2011 | Fais-moi une fleur                | FR13 (12 Wo.)FR | BEW2 Gold · (18 Wo.)BEW | CH73 (3 Wo.)CH | Erstveröffentlichung: 5. September 2011 |
| 2014 | Ouvre                             | FR30 (16 Wo.)FR | BEW14 (29 Wo.)BEW | — | Erstveröffentlichung: 17. November 2014 |
| 2018 | Brel                              | FR9 Gold · (22 Wo.)FR | BEW1 (46 Wo.)BEW | CH21 (3 Wo.)CH | Erstveröffentlichung: 12. Oktober 2018  |

### Livealben
- 1994: Une fille très scène

| Jahr | Titel          | Höchstplatzierung, Gesamtwochen, AuszeichnungChartplatzierungen (Jahr, Titel, Platzierungen, Wochen, Auszeichnungen, Anmerkungen) | Höchstplatzierung, Gesamtwochen, AuszeichnungChartplatzierungen (Jahr, Titel, Platzierungen, Wochen, Auszeichnungen, Anmerkungen) | Höchstplatzierung, Gesamtwochen, AuszeichnungChartplatzierungen (Jahr, Titel, Platzierungen, Wochen, Auszeichnungen, Anmerkungen) | Anmerkungen                            |
| Jahr | Titel          | FR | BEW | CH | Anmerkungen                            |
| ---- | -------------- | --- | --- | --- | -------------------------------------- |
| 1999 | À l’Olympia    | FR42 (3 Wo.)FR | BEW24 (8 Wo.)BEW | — |                                        |
| 2004 | L’heureux tour | FR69 (7 Wo.)FR | BEW55 (8 Wo.)BEW | — | Erstveröffentlichung: 3. Dezember 2004 |

### Kompilationen
- 1995: Les années Saravah

| Jahr | Titel                       | Höchstplatzierung, Gesamtwochen, AuszeichnungChartplatzierungen (Jahr, Titel, Platzierungen, Wochen, Auszeichnungen, Anmerkungen) | Höchstplatzierung, Gesamtwochen, AuszeichnungChartplatzierungen (Jahr, Titel, Platzierungen, Wochen, Auszeichnungen, Anmerkungen) | Höchstplatzierung, Gesamtwochen, AuszeichnungChartplatzierungen (Jahr, Titel, Platzierungen, Wochen, Auszeichnungen, Anmerkungen) | Anmerkungen                             |
| Jahr | Titel                       | FR | BEW | CH | Anmerkungen                             |
| ---- | --------------------------- | --- | --- | --- | --------------------------------------- |
| 1998 | L’un pour l’autre           | FR27 Platin · (1 Wo.)FR | BEW1 Platin · (45 Wo.)BEW | — | Erstveröffentlichung: 17. April 1998    |
| 2008 | Les 50 plus belles chansons | FR31 (10 Wo.)FR | BEW5 (54 Wo.)BEW | — | Erstveröffentlichung: 12. Mai 2008      |
| 2008 | Best Of                     | FR27 Gold · (9 Wo.)FR | BEW7 Gold · (24 Wo.)BEW | — | Erstveröffentlichung: 13. Oktober 2008  |
| 2012 | Carnet de Mô                | FR117 (4 Wo.)FR | BEW31 (30 Wo.)BEW | — | Erstveröffentlichung: 10. Dezember 2012 |
| 2023 | Swing                       | — | BEW139 (1 Wo.)BEW | — |                                         |
| 2023 | Emôtion                     | — | BEW181 (2 Wo.)BEW | — |                                         |

### Singles
| Jahr | Titel Album                                 | Höchstplatzierung, Gesamtwochen, AuszeichnungChartplatzierungen (Jahr, Titel, Album, Platzierungen, Wochen, Auszeichnungen, Anmerkungen) | Höchstplatzierung, Gesamtwochen, AuszeichnungChartplatzierungen (Jahr, Titel, Album, Platzierungen, Wochen, Auszeichnungen, Anmerkungen) | Höchstplatzierung, Gesamtwochen, AuszeichnungChartplatzierungen (Jahr, Titel, Album, Platzierungen, Wochen, Auszeichnungen, Anmerkungen) | Anmerkungen                                            |
| Jahr | Titel Album                                 | FR | BEW | CH | Anmerkungen                                            |
| ---- | ------------------------------------------- | --- | --- | --- | ------------------------------------------------------ |
| 1988 | Les uns contre les autres Maurane           | FR43 (3 Wo.)FR | — | — |                                                        |
| 1993 | Sur un prélude de Bach Une fille très scène | FR33 (10 Wo.)FR | — | — |                                                        |
| 1998 | L’un pour l’autre À l’Olympia               | FR46 (19 Wo.)FR | BEW11 (19 Wo.)BEW | — | Erstveröffentlichung: 24. April 1998                   |
| 1998 | Les yeux fermés (Amouramour) À l’Olympia    | FR80 (3 Wo.)FR | — | — |                                                        |
| 1999 | La chanson des vieux amants À l’Olympia     | FR84 (5 Wo.)FR | — | — |                                                        |
| 2002 | Tu es mon autre Nue                         | FR5 Gold · (31 Wo.)FR | BEW2 Gold · (21 Wo.)BEW | CH23 (19 Wo.)CH | Erstveröffentlichung: 4. November 2002 mit Lara Fabian |
| 2007 | Si aujourd’hui                              | — | BEW18 (13 Wo.)BEW | — |                                                        |
| 2011 | Fais-moi une fleur                          | — | BEW42 (1 Wo.)BEW | — | Erstveröffentlichung: 9. Mai 2011                      |
| 2014 | Trop forte Ouvre                            | FR189 (1 Wo.)FR | — | — | Erstveröffentlichung: 8. September 2014                |

grau schraffiert: keine Chartdaten aus diesem Jahr verfügbar

### Videoalben
- 2004: L’Heureux Tour (FR: Gold)